# Goldbauchschnäpper

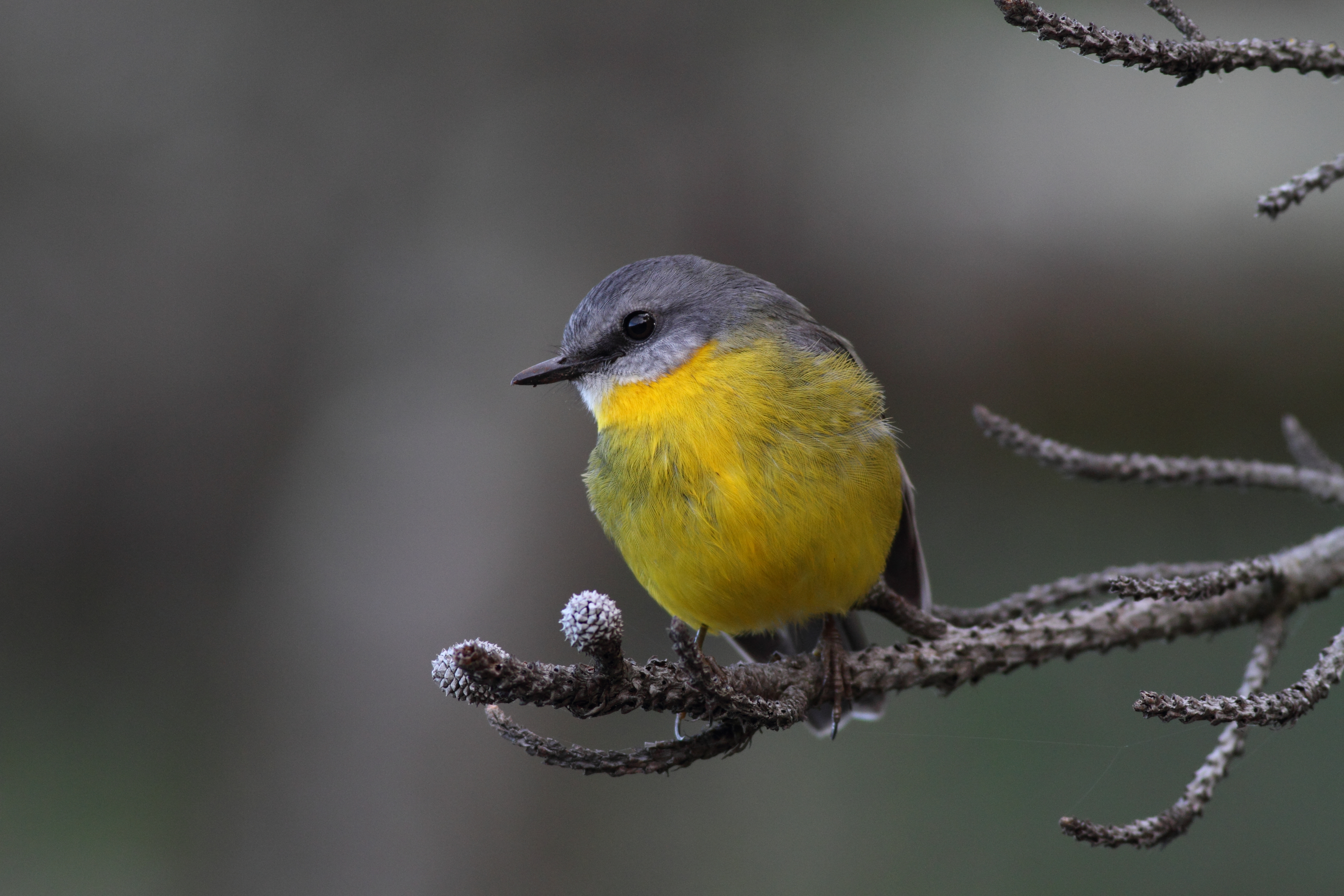
Goldbauchschnäpper, Victoria, Australien

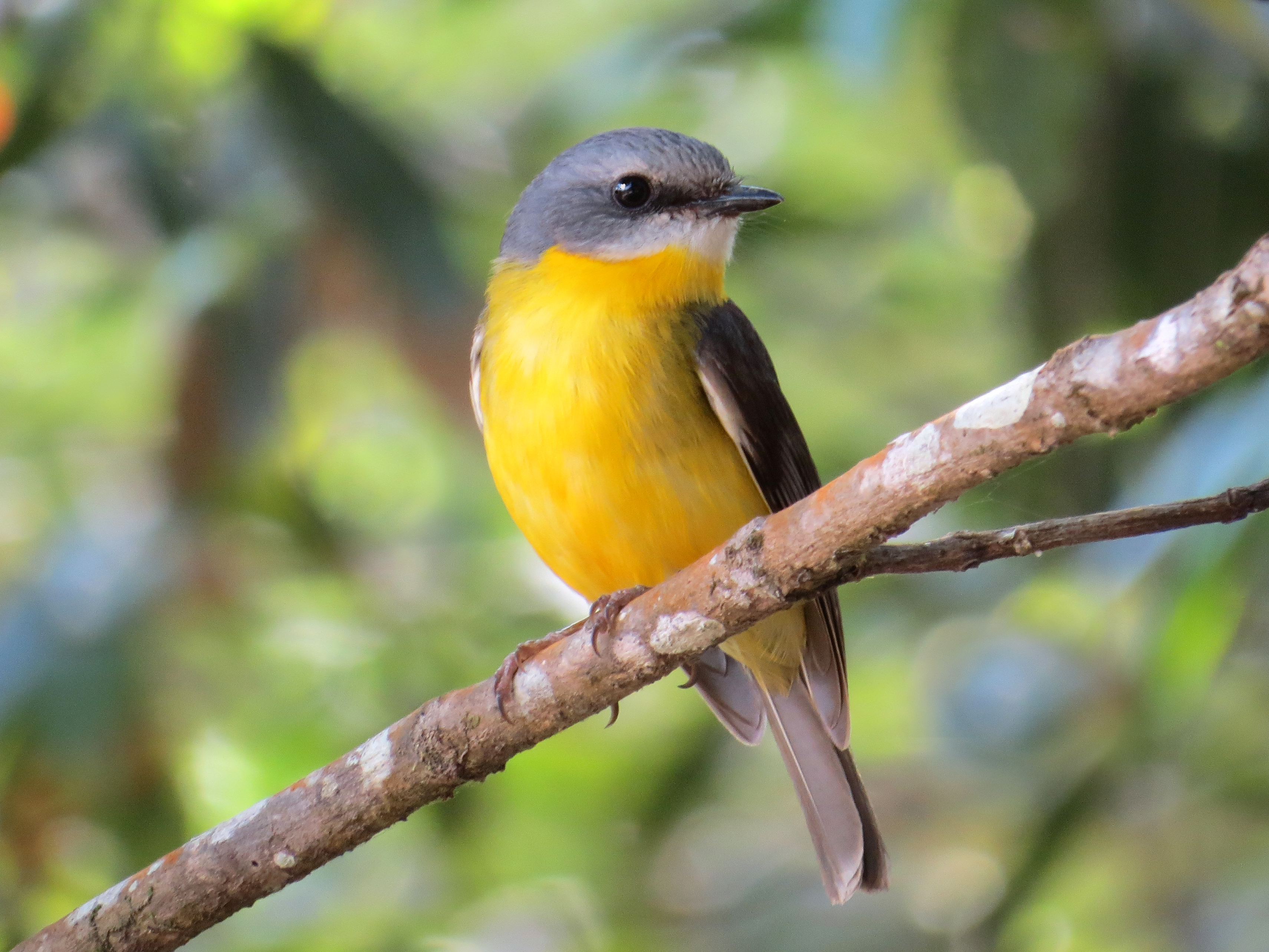
Goldbauchschnäpper

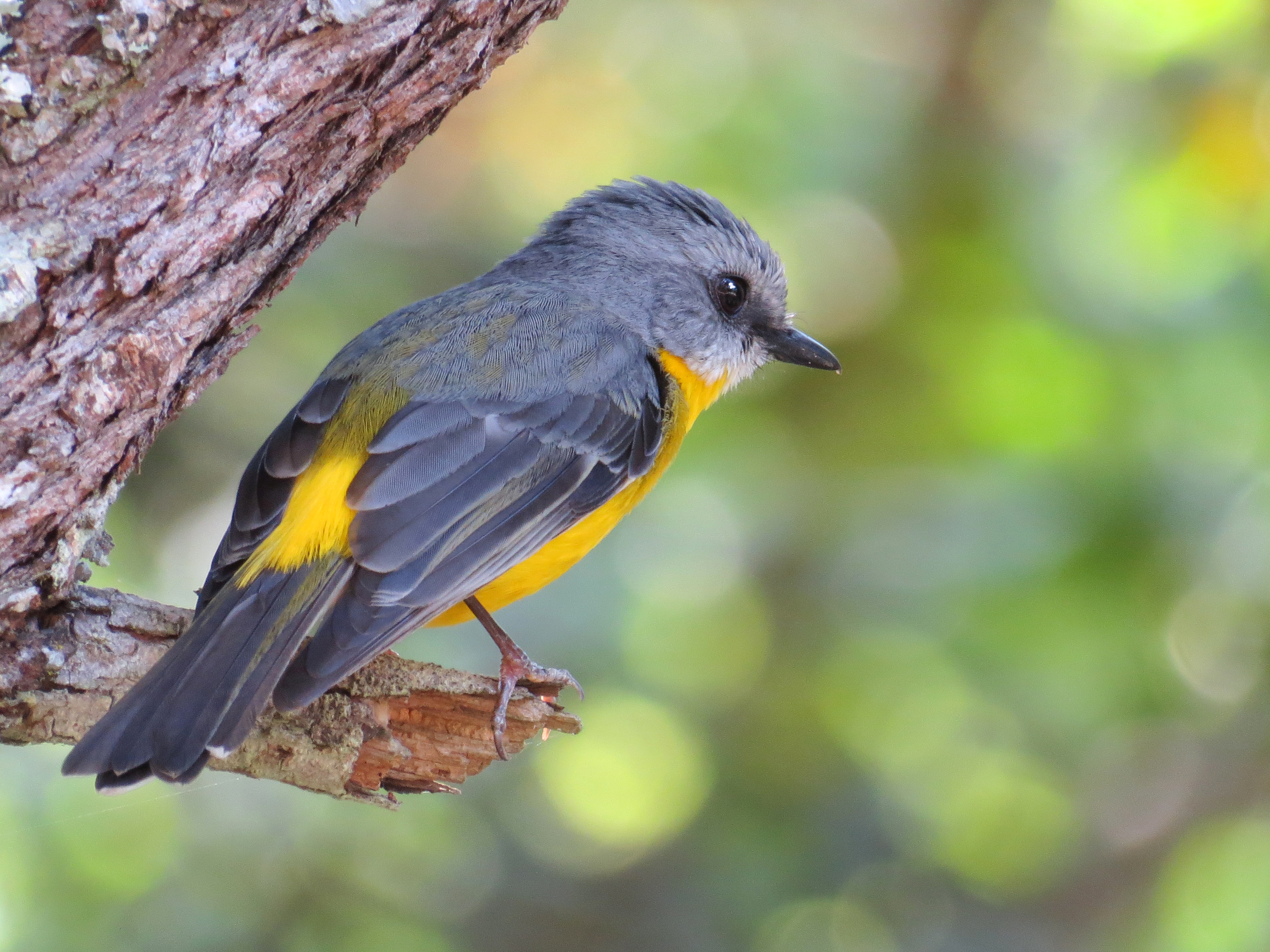
Goldbauchschnäpper

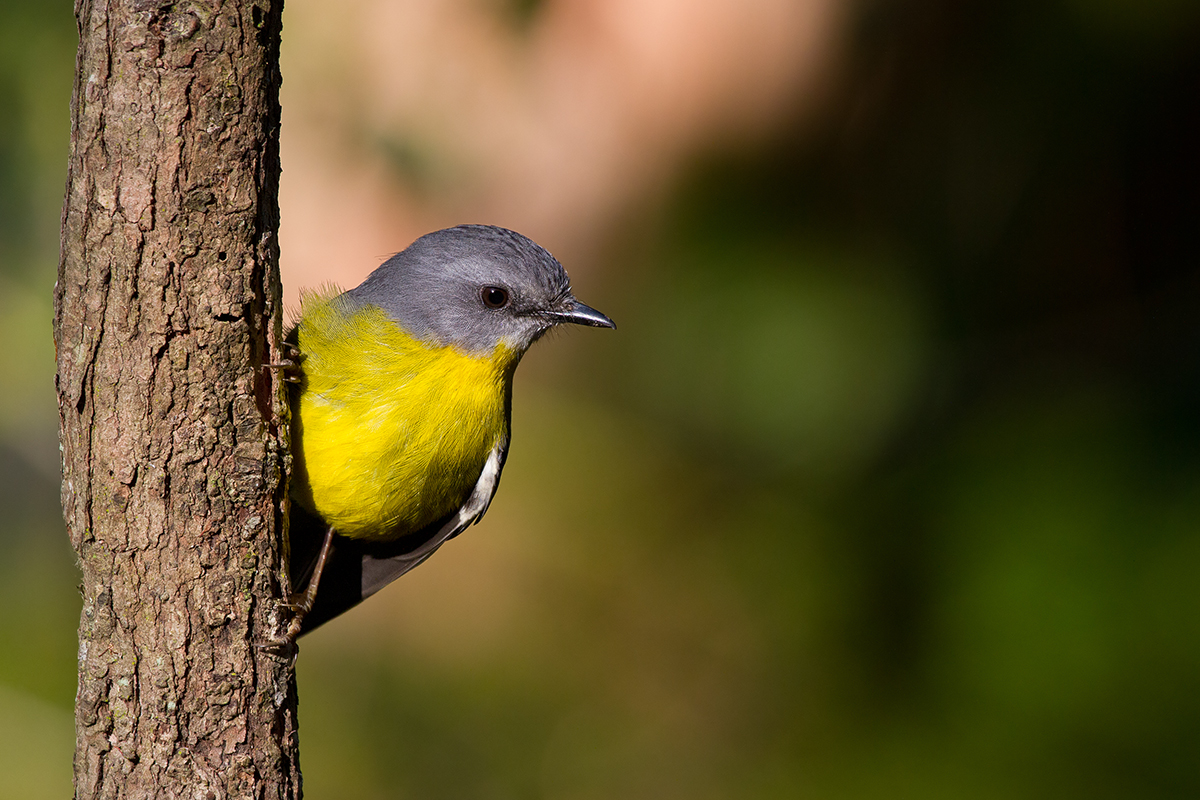
Goldbauchschnäpper

Der Goldbauchschnäpper (Eopsaltria australis) ist eine Vogelart aus der Familie der Schnäpper (Petroicidae). Die Art ist endemisch im östlichen Australien.
Die Bestandssituation des Goldbauchschnäppers wird von der IUCN mit ungefährdet (least concern) angegeben.  Es werden mehrere Unterarten unterschieden.

## Beschreibung
Der Goldbauchschnäpper erreicht eine Körperlänge von 13,5 bis 17 Zentimeter, eine Flügelspannweite von 22,5 Zentimeter sowie ein Gewicht von 18 bis 20 Gramm. Das Weibchen bleibt in der Regel kleiner als das Männchen. Es gibt zwischen den beiden Geschlechtern ansonsten keinen nennenswerten Dimorphismus.
Das Gefieder ist im Bereich des Kopfes, der Flügel, des Schwanzes und des Rückens gräulich gefärbt. Die Brust und der Bauch sind gelblich, während die Kehle eine hellgraue Farbe aufweist. Die Populationen in den nördlichen Regionen sind deutlicher gelb gefärbt als die Populationen aus südlichen Regionen. Der kleine und kräftige Schnabel und die Beine sind schwarz.

## Verwechslungsmöglichkeiten
Verwechslungsmöglichkeiten besteht mit dem Graumantelschnäpper (Eopsaltria griseogularis) und dem Fahlgesichtschnäpper. Bei beiden Arten ist aber die Brust deutlicher grau gefärbt, so dass eine Verwechslungsmöglichkeit nur bei schlechtem Licht gegeben ist.
Der Fahlgesichtschnäpper ist geringfügig kleiner als der Goldbauchschnäpper und zierlicher im Körperbau. Die beiden Arten lassen sich außerdem durch ihr Verhalten unterscheiden: Der Goldbauchschnäpper ist unruhiger, hebt immer wieder das Schwanzgefieder an und zuckt mit den Flügeln, was der Fahlgesichtschnäpper in der Regel nicht tut.

## Lebensraum und Verbreitung
Der Goldbauchschnäpper kommt endemisch im östlichen und südöstlichen Australien vor. Seine Hauptverbreitung umfasst die Küsten und das angrenzende Hügelland vom südöstlichen Queensland, dem östlichen New South Wales und Victoria. Seine bevorzugten Lebensräume sind die lichten Wälder und im Norden auch die Ränder von tropischen Regenwäldern sowie Bergregionen bis etwa 1000 Meter NN. Higgins et al. verweisen darauf, dass der Goldbauchschnäpper eine vergleichsweise anpassungsfähige Vogelart ist, der eine Riehe von Lebensräumen besiedelt, so lange sie ein hohes Unterholz und einen spärlichen Bodenbewuchs aufweisen. Am häufigsten ist er im dichten Unterholz von Eukalyptuswäldern zu finden. Er kommt aber auch in subtropischen und tropischen Regenwäldern sowie Akaziendickichten vor. Auch Plantagen mit den in Australien eingeführten Kiefern werden von ihm besiedelt.
Trotz seiner Anpassungsfähigkeit reagiert der Goldbauchschnäpper empfindlich auf eine Fragmentierung oder Störungen seiner Lebensräume. So kommt er beispielsweise nicht in lichten Wälder vor, wenn dort Vieh grast. Er fehlt auch in Gärten und kommt in Parks nur dort vor, wo größere Flächen ungestört bleiben.

## Lebensweise
Der Goldbauchschnäpper ist ein Insektenjäger, der seine Beute sowohl auf dem Boden als auch auf Bäumen jagt. Während des Frühlings und Sommers, also während der Brutzeit, geht der Goldbauchschnäpper eine Paarbindung ein. Im Winter bildet er kleine, lose Trupps, die gemeinsam auf Nahrungssuche gehen. Er ist dann auch häufiger mit anderen insektenfressenden Singvögeln vergesellschaftet. Meist handelt es sich dabei um Vögel der Gattung Acanthiza. Er ist neugieriger Vogel, der gegenüber dem Menschen häufig nur eine geringe Scheu zeigt. Er folgt gelegentlich Menschen, die im Garten arbeiten, um die von ihnen aufgescheuchten Insekten zu fangen.

## Nahrung
Der Goldbauchschnäpper ernährt sich überwiegend von Insekten (Insecta), kleinen Spinnentieren (Arachnida) und anderen kleinen Gliederfüßern (Arthropoda). Er ist ein ausgezeichneter Insektenjäger, der auf einem niedrigen Ast seiner Beute auflauert, um sie dann in kurzen Abflügen zu erbeuten. Er sucht aber auch den Boden und Blätter nach Beute ab.

## Fortpflanzung
Die Paarungszeit erstreckt sich von Juli bis Januar. Während dieser Zeit kann es zu bis zu drei Jahresbruten kommen. Das napfförmige Nest wird vom Weibchen in Astgabeln von Bäumen oder größeren Büschen errichtet. Gebaut wird das Nest meist aus Gräsern und Wurzelfasern, die mit Spinnenweben zusammengeklebt werden. Das Gelege besteht aus zwei bis drei Eiern, die etwa 12 bis 13 Tage lang vom Weibchen bebrütet werden. Während dieser Zeit wird das Weibchen vom Männchen mit Nahrung versorgt. Die Nestlingszeit beträgt etwa 14 Tage. Die Lebenserwartung des Goldschnäppers beträgt in der freien Natur etwa vier Jahre.

## Unterarten
Es sind folgende Unterarten bekannt:
- Eopsaltria australis australis (Shaw, 1790) ist vom südlichen zentralen Queensland bis Victoria und dem südöstlichen South Australia verbreitet.
- Eopsaltria australis chrysorrhos Gould, 1869 kommt von östlichen zentralen Queensland bis ins nordöstliche New South Wales vor.

Eopsaltria australis coomooboolaroo Campbell, 1913 und Eopsaltria australis austina Mathews, 1914 werden als Zwischenform der anderen beiden Unterarten betrachtet.

## Gefährdung
In der Roten Liste der IUCN wird der Goldbauchschnäpper als „ungefährdet“ („least concern“) geführt.

## Einzelbelege
1. ↑   Handbook of the Birds of the World zum Fahlgesicht-Schnäpper aufgerufen am 8. Juni 2017.
2. 1 2   Higgins (Hrsg.): Handbook of Australian, New Zealand & Antarctic Birds. Band 2, S. 770.
3. ↑   Higgins (Hrsg.): Handbook of Australian, New Zealand & Antarctic Birds. Band 2, S. 764.
4. 1 2 3   Higgins (Hrsg.): Handbook of Australian, New Zealand & Antarctic Birds. Band 2, S. 771.
5. ↑   Higgins (Hrsg.): Handbook of Australian, New Zealand & Antarctic Birds. Band 2, S. 774.
6. ↑  IOC World bird list Australasian robins, rockfowl, rockjumpers, Rail-babbler